# People from Sirius
People from Sirius è un videogioco di avventura dinamica pubblicato nel 1988 per ZX Spectrum dalla U.S. Gold, solo come cassetta allegata al n. 30 della rivista britannica Your Sinclair. Lo stesso anno la Topo Soft lo pubblicò commercialmente in spagnolo, con il titolo El mundo perdido, per ZX Spectrum e in conversione per MSX. Il programma venne sviluppato in Italia, principalmente da Mauro Spagnolo. Il giocatore si avventura in una caverna a labirinto multischermo, popolata da alieni ostili e decorata da manufatti umani risalenti a diverse epoche.

## Trama
Millenni fa, alieni di Sirio stabilirono una base sulla Terra e lasciarono un'astronave in orbita. Agli uomini primitivi insegnarono molte cose, come la costruzione delle piramidi. Al giorno d'oggi, uno speleologo esplora una caverna sconosciuta e si ritrova bloccato all'interno della base, dove incontra molte costruzioni umane raccolte dagli alieni in diverse epoche. Gli alieni sono morti da secoli e il loro computer centrale ha tentato di rigenerarli tramite una "macchina della vita", ma ormai produce solo zombi malefici. Lo speleologo, che invece può essere rigenerato efficacemente dalla macchina, deve trovare i componenti di una chiave elettronica per farsi teletrasportare sull'astronave e distruggere il computer; ciò innesca un conto alla rovescia per l'autodistruzione, perciò l'eroe dovrà tornare alla base e raggiungere l'uscita in tempo.

## Modalità di gioco
Il giocatore controlla lo speleologo e deve aggirarsi in un labirinto, inizialmente alla ricerca di cinque componenti elettronici. La visuale è bidimensionale di lato e mostra una stanza alla volta; passando dai lati dello schermo o dalle porte frontali si può cambiare stanza. Il personaggio può correre a destra e sinistra, saltare, accovacciarsi, ed è inizialmente disarmato.
Tre icone in alto a sinistra, che scompaiono gradualmente con il consumo, rappresentano le batterie della lampada frontale del personaggio, l'energia vitale e le munizioni dell'eventuale arma. Esaurire l'energia vitale causa la sconfitta immediata. Esaurire la lampada rende le stanze buie e la visuale poco distinguibile.
I nemici sono creature aliene di alcuni tipi diversi, che si muovono a terra e sottraggono energia vitale se toccati. Il terreno è piatto e gli elementi decorativi dello scenario generalmente non rappresentano ostacoli, ma occasionalmente ci sono delle buche nelle quali cadere è letale.
Quando si entra in una delle speciali porte che rappresentano la "macchina della vita", situate solo in alcune stanze, lo speleologo viene trasformato, per un periodo di tempo limitato, in un "superuomo" dall'aspetto muscoloso e armato di un lanciarazzi a spalla; tutte le tre icone vengono completamente ricaricate.
L'arma spara un proiettile in orizzontale, che non colpisce direttamente, ma dev'essere fatto esplodere dal giocatore quando si trova sul bersaglio desiderato, premendo una seconda volta il pulsante/tasto di fuoco.
In quasi ogni stanza c'è un apparecchio volante che si può distruggere per ottenere ricariche da raccogliere, della lampada o delle munizioni.

## Sviluppo
People from Sirius fu sviluppato dall'italiano Mauro Spagnolo, sia per ZX Spectrum sia per MSX, e nel 1987 fu venduto alla U.S. Gold britannica da John Holder della Leader, che di solito faceva invece l'importatore verso l'Italia. Allora erano in previsione anche conversioni per Commodore 64 e Amstrad CPC che sarebbero state realizzate nel Regno Unito.
Spagnolo aveva già esperienza nello sviluppo di videogiochi professionali per ZX Spectrum (Pussy Cat, Agente segreto, Sferix, Demoni, ecc.), per riviste con software allegato come Load'n'Run di Milano. Come per gli altri giochi, Vania Villa collaborò con lui allo sviluppo della storia, della grafica e della musica. People from Sirius fu realizzato originariamente per ZX Spectrum e poi convertito per MSX, usando un sistema di trasferimento dati fatto in casa. Spagnolo conosceva Holder tramite uno dei negozi che la Leader riforniva e gli propose il gioco per la commercializzazione.
La U.S. Gold finì per pubblicare soltanto la versione ZX Spectrum l'anno successivo, in esclusiva come allegato alla rivista Your Sinclair di giugno 1988, e non c'è traccia di ulteriori conversioni.
La pubblicazione ufficiale come prodotto a sé stante, avvenuta anch'essa circa a metà 1988, fu quella della spagnola Topo Soft, con il titolo El mundo perdido, per ZX Spectrum e MSX. Le due versioni sono quasi identiche tra loro e vennero tradotte in spagnolo dalla Topo Soft, che rispetto all'originale modificò anche l'immagine e la musica introduttive.

## Accoglienza
La stampa spagnola e sudamericana dell'epoca giudicò da medie a buone entrambe le versioni di El mundo perdido. Qualche critica principale fu fatta alla mancanza di originalità nel suo genere e alla scarsità di sonoro durante la partita. Sulla stampa britannica non ci furono recensioni indipendenti conosciute, dato che qui People from Sirius fu pubblicato solo come allegato a una rivista.